# Phylica curvifolia
Phylica curvifolia là một loài thực vật có hoa trong họ Táo. Loài này được Pillans miêu tả khoa học đầu tiên.